# 竜蝦礁

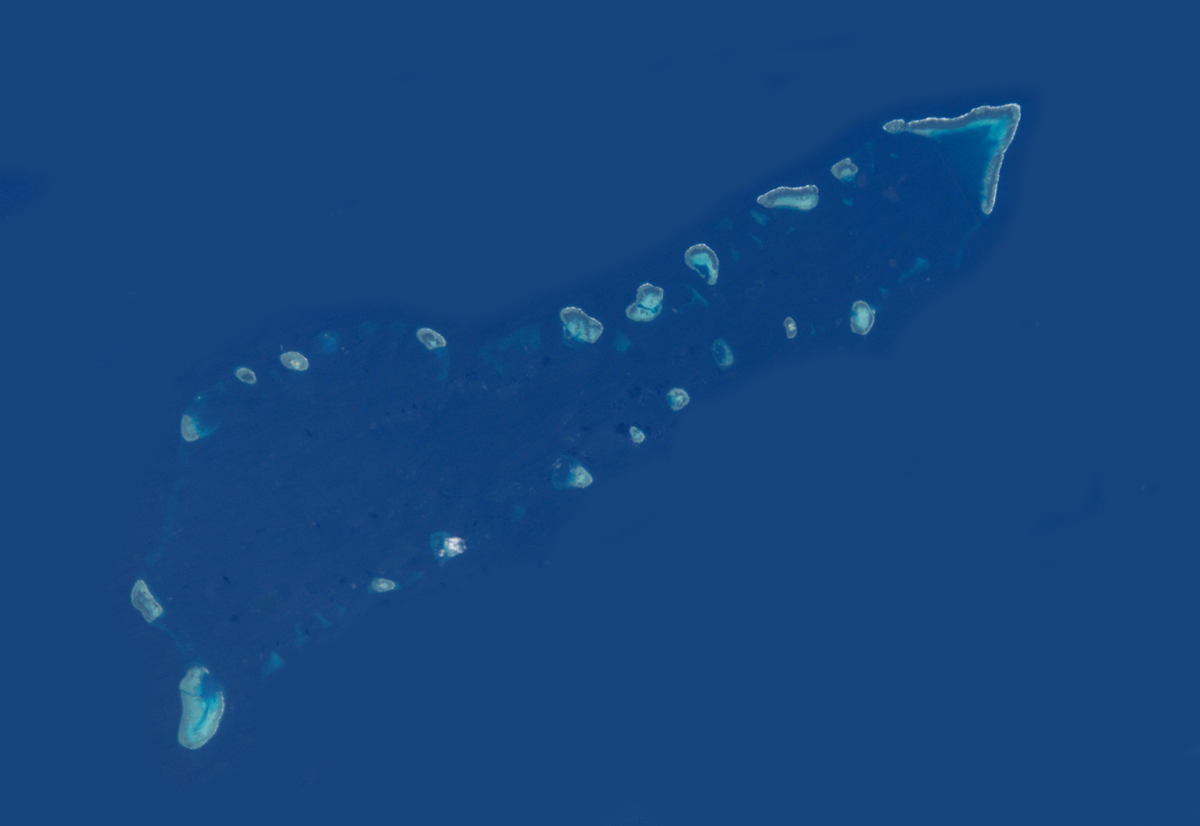
右上のV字型の島（牛軛礁）から時計回りに3つ目の島が竜蝦礁

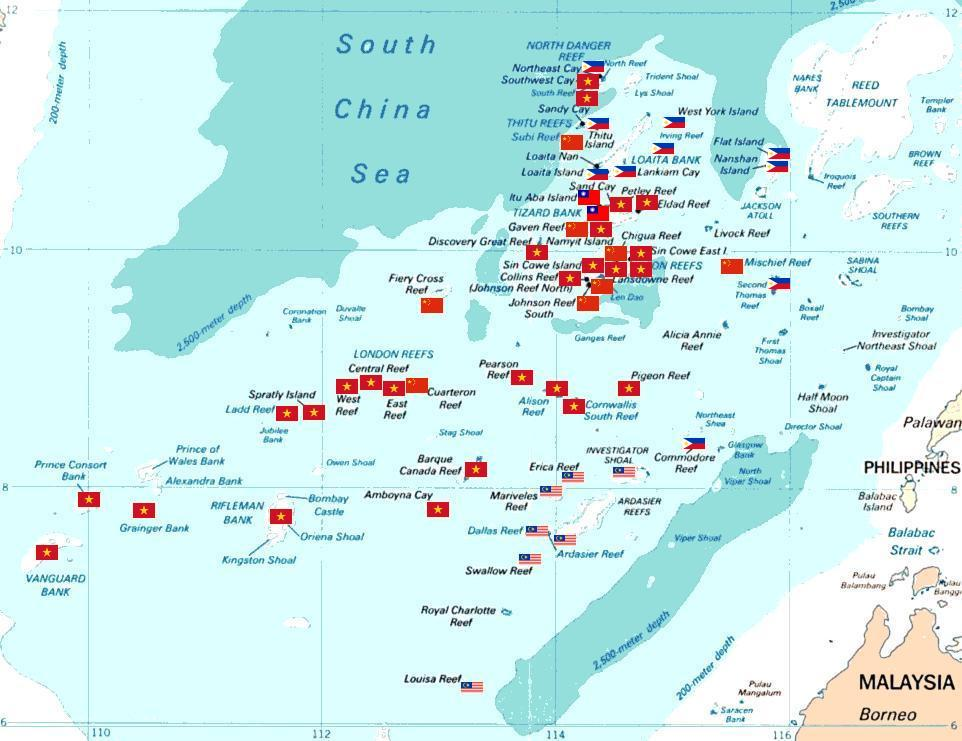
南沙諸島における南シナ海周辺諸国の実効支配状況

竜蝦礁（英語：Bamford Reef、ベトナム語：Đá Bia / 𥒥碑）は、南沙諸島のユニオン堆（英語：Union Banks、中国語: 九章群礁）と呼ばれる堆の南東部にある暗礁である。東景宏島（中国名：染青沙洲）と扁参礁の間にある。中華人民共和国、中華民国（台湾）およびベトナムが主権を主張している。